# Australian Open-mesterskabet i mixed double
Australian Open-mesterskabet i mixed double er en tennisturnering, der afholdes én gang årligt som en del af Australian Open. Turneringen afvikles i Melbourne Park i Melbourne, Australien, hvor kampene spilles på hardcourt-baner af typen GreenSet. Australian Open spilles over to uger fra midten af januar og har siden 1987 været den første af de fire grand slam-turneringer i kalenderåret. 
Mesterskabet blev spillet første gang i 1905 under navnet Australasian Championships (Australasiatiske mesterskaber), men først fra 1922 kom en mesterskabsrække i mixed double på programmet. I 1927 ændredes turneringens navn til Australian Championships (Australske mesterskaber), og ved begyndelsen af den åbne æra, hvor professionelle spillere også fik lov at deltage, ændredes navnet til det nuværende, Australian Open. Mesterskabet blev ikke spillet i perioden 1940-45 på grund af anden verdenskrig, og i perioden 1970-86 blev der ikke afviklet en mixed double-række ved Australian Open.

## Historie
Australian Open er siden 1922 blevet spillet i flere forskellige byer: Brisbane, Adelaide, Sydney og Melbourne, alle i Australien. Begivenheden blev afholdt i en ny by hvert år, indtil Melbourne blev valgt som fast værtsby fra og med 1972, hvorefter turneringen hvert år blev spillet i Kooyong Lawn Tennis Club, indtil den flyttede til Melbourne Park i 1988.
Indtil 1988 var turneringen udelukkende blevet spillet på græsbaner, men i forbindelse med flytningen fra Kooyong til Melbourne Park blev turneringens underlag skiftet til hardcourt-typen Rebound Ace. I 2008 skiftede man imidlertid til en ny hardcourt-type: Plexicushion.
Turneringsreglerne for mixed double-mesterskabet er flere gange blevet ændret. Turneringen er dog altid blevet spillet som en cupturnering, og alle kampe er blevet spillet bedst af tre sæt. Fra begyndelsen i 1922 blev alle sæt afgjort med mindst to partiers forskel. Fra 1987 blev der spillet med tiebreak-afgørelse i de to første sæt, og i 1997 indførtes tiebreak også i tredje sæt. Siden 2005 har tredje sæt i mixed double-kampene været afviklet som en super tiebreak.

## Vindere og finalister
| Marjorie Cox Crawford og Jack Crawford var det første par, der vandt mesterskabet tre år i træk. |  | Marjorie Cox Crawford og Jack Crawford var det første par, der vandt mesterskabet tre år i træk. |
| Marjorie Cox Crawford og Jack Crawford var det første par, der vandt mesterskabet tre år i træk. |  |                                                                                                  |

| Harry og Nell Hopman vandt fire titler i 1930'erne – de sidste tre som ægtefolk. |  | Harry og Nell Hopman vandt fire titler i 1930'erne – de sidste tre som ægtefolk. |
| Harry og Nell Hopman vandt fire titler i 1930'erne – de sidste tre som ægtefolk. |  |                                                                                  |

| Australasiatiske mesterskaber |                                                                            |                                                                            |                                                  |
| År                            | Mester                                                                     | Finalist                                                                   | Resultat                                         |
| 1922                          | Esna Boyd (1) Jack Hawkes (1)                                              | Gwen Utz Harold Utz                                                        | 6–1, 6–1                                         |
| 1923                          | Sylvia Lance (1) Horace Rice (1)                                           | Margaret Molesworth Bert St. John                                          | 2–6, 6–4, 6–4                                    |
| 1924                          | Daphne Akhurst (1) Jim Willard (1)                                         | Esna Boyd Garton Hone                                                      | 6–3, 6–4                                         |
| 1925                          | Daphne Akhurst (2) Jim Willard (2)                                         | Sylvia Lance Harper Richard Schlesinger                                    | 6–4, 6–4                                         |
| 1926                          | Esna Boyd (2) Jack Hawkes (2)                                              | Daphne Akhurst Jim Willard                                                 | 6–2, 6–4                                         |
| Australske mesterskaber       |                                                                            |                                                                            |                                                  |
| År                            | Mester                                                                     | Finalist                                                                   | Resultat                                         |
| 1927                          | Esna Boyd (3) Jack Hawkes (3)                                              | Youtha Anthony Jim Willard                                                 | 6–1, 6–3                                         |
| 1928                          | Daphne Akhurst (3) Jean Borotra (1)                                        | Esna Boyd John Hawkes                                                      | w.o.                                             |
| 1929                          | Daphne Akhurst (4) Edgar Moon (1)                                          | Marjorie Cox Jack Crawford                                                 | 6–0, 7–5                                         |
| 1930                          | Nell Hall (1) Harry Hopman (1)                                             | Marjorie Cox Jack Crawford                                                 | 11–9, 3–6, 6–3                                   |
| 1931                          | Marjorie Cox Crawford (1) Jack Crawford (1)                                | Emily Hood Westacott Aubrey Willard                                        | 7–5, 6–4                                         |
| 1932                          | Marjorie Cox Crawford (2) Jack Crawford (2)                                | Meryl O'Hara Wood Jiro Satoh                                               | 6–8, 8–6, 6–3                                    |
| 1933                          | Marjorie Cox Crawford (3) Jack Crawford (3)                                | Marjorie Gladman Ellsworth Vines                                           | 3–6, 7–5, 13–11                                  |
| 1934                          | Joan Hartigan (1) Edgar Moon (2)                                           | Emily Hood Roy Dunlop                                                      | 6–3, 6–4                                         |
| 1935                          | Louise Bickerton (1) Christian Boussus (1)                                 | Birdie Bond Vernon Kirby                                                   | 1–6, 6–3, 6–3                                    |
| 1936                          | Nell Hopman (2) Harry Hopman (2)                                           | May Blick Abe Kay                                                          | 6–2, 6–0                                         |
| 1937                          | Nell Hopman (3) Harry Hopman (3)                                           | Dorothy Stevenson Don Turnbull                                             | 3–6, 6–3, 6–2                                    |
| 1938                          | Margaret Wilson (1) John Bromwich (1)                                      | Nancye Wynne Colin Long                                                    | 6–3, 6–2                                         |
| 1939                          | Nell Hopman (4) Harry Hopman (4)                                           | Margaret Wilson John Bromwich                                              | 6–8, 6–2, 6–3                                    |
| 1940                          | Nancye Wynne (1) Colin Long (1)                                            | Nell Hopman Harry Hopman                                                   | 7–5, 2–6, 6–4                                    |
| 1941-45                       | Ingen turneringer pga. anden verdenskrig                                   | Ingen turneringer pga. anden verdenskrig                                   | Ingen turneringer pga. anden verdenskrig         |
| 1946                          | Nancye Bolton (2) Colin Long (2)                                           | Joyce Fitch John Bromwich                                                  | 6–0, 6–4                                         |
| 1947                          | Nancye Bolton (3) Colin Long (3)                                           | Joyce Fitch John Bromwich                                                  | 6–3, 6–3                                         |
| 1948                          | Nancye Bolton (4) Colin Long (4)                                           | Thelma Long Bill Sidwell                                                   | 7–5, 4–6, 8–6                                    |
| 1949                          | Doris Hart (1) Frank Sedgman (1)                                           | Joyce Fitch John Bromwich                                                  | 6–1, 5–7, 12–10                                  |
| 1950                          | Doris Hart (2) Frank Sedgman (2)                                           | Joyce Fitch Eric Sturgess                                                  | 8–6, 6–4                                         |
| 1951                          | Thelma Long (1) George Worthington (1)                                     | Clare Proctor Jack May                                                     | 6–4, 3–6, 6–2                                    |
| 1952                          | Thelma Long (2) George Worthington (2)                                     | Gwen Thiele Tom Warhurst                                                   | 9–7, 7–5                                         |
| 1953                          | Julia Sampson (1) Rex Hartwig (1)                                          | Maureen Connolly Ham Richardson                                            | 6–4, 6–3                                         |
| 1954                          | Thelma Long (3) Rex Hartwig (2)                                            | Beryl Penrose John Bromwich                                                | 4–6, 6–1, 6–2                                    |
| 1955                          | Thelma Long (4) George Worthington (3)                                     | Jenny Staley Lew Hoad                                                      | 6–2, 6–1                                         |
| 1956                          | Beryl Penrose (1) Neale Fraser (1)                                         | Mary Bevis Roy Emerson                                                     | 6–2, 6–4                                         |
| 1957                          | Fay Muller (1) Mal Anderson (1)                                            | Jill Langley Billy Knight                                                  | 7–5, 3–6, 6–1                                    |
| 1958                          | Mary Hawton (1) Bob Howe (1)                                               | Angela Mortimer Peter Newman                                               | 9–11, 6–1, 6–2                                   |
| 1959                          | Sandra Reynolds (1) Bob Mark (1)                                           | Renée Schuurman Rod Laver                                                  | 4–6, 13–11, 6–1                                  |
| 1960                          | Jan Lehane (1) Trevor Fancutt (1)                                          | Christine Truman Martin Mulligan                                           | 6–2, 7–5                                         |
| 1961                          | Jan Lehane (2) Bob Hewitt (1)                                              | Mary Reitano John Pearce                                                   | 9–7, 6–2                                         |
| 1962                          | Lesley Turner (1) Fred Stolle (1)                                          | Darlene Hard Roger Taylor                                                  | 6–3, 9–7                                         |
| 1963                          | Margaret Smith (1) Ken Fletcher (1)                                        | Lesley Turner Fred Stolle                                                  | 7–5, 5–7, 6–4                                    |
| 1964                          | Margaret Smith (2) Ken Fletcher (2)                                        | Jan Lehane Mike Sangster                                                   | 6–3, 6–2                                         |
| 1965                          | Robyn Ebbern (1) Owen Davidson (1) og Margaret Smith (3) John Newcombe (1) | Robyn Ebbern (1) Owen Davidson (1) og Margaret Smith (3) John Newcombe (1) | Ikke spillet. Titel delt.                        |
| 1966                          | Judy Tegart (1) Tony Roche (1)                                             | Robyn Ebbern Bill Bowrey                                                   | 6–1, 6–3                                         |
| 1967                          | Lesley Turner (2) Owen Davidson (2)                                        | Judy Tegart Tony Roche                                                     | 9–7, 6–4                                         |
| 1968                          | Billie Jean King (1) Dick Crealy (1)                                       | Margaret Court Allan Stone                                                 | w.o.                                             |
| Australian Open               |                                                                            |                                                                            |                                                  |
| År                            | Mester                                                                     | Finalist                                                                   | Resultat                                         |
| 1969                          | Margaret Court (4) Marty Riessen (1) og Ann Jones (1) Fred Stolle (2)      | Margaret Court (4) Marty Riessen (1) og Ann Jones (1) Fred Stolle (2)      | Ikke spillet. Titel delt.                        |
| 1970-86                       | Ingen Australian Open-turneringer i mixed double                           | Ingen Australian Open-turneringer i mixed double                           | Ingen Australian Open-turneringer i mixed double |
| 1987                          | Zina Garrison (1) Sherwood Stewart (1)                                     | Anne Hobbs Andrew Castle                                                   | 3–6, 7–6(5), 6–3                                 |
| 1988                          | Jana Novotná (1) Jim Pugh (1)                                              | Martina Navratilova Tim Gullikson                                          | 5–7, 6–2, 6–4                                    |
| 1989                          | Jana Novotná (2) Jim Pugh (2)                                              | Zina Garrison Sherwood Stewart                                             | 6–3, 6–4                                         |
| 1990                          | Natalija Zvereva (1) Jim Pugh (3)                                          | Zina Garrison Rick Leach                                                   | 4–6, 6–2, 6–3                                    |
| 1991                          | Jo Durie (1) Jeremy Bates (1)                                              | Robin White Scott Davis                                                    | 2–6, 6–4, 6–4                                    |
| 1992                          | Nicole Provis (1) Mark Woodforde (1)                                       | Arantxa Sánchez Vicario Todd Woodbridge                                    | 6–3, 4–6, 11–9                                   |
| 1993                          | Arantxa Sánchez Vicario (1) Todd Woodbridge (1)                            | Zina Garrison Jackson Rick Leach                                           | 7–5, 6–4                                         |
| 1994                          | Larisa Neiland (1) Andrej Olhovskij (1)                                    | Helena Suková Todd Woodbridge                                              | 7–5, 6–7(7), 6–2                                 |
| 1995                          | Natalija Zvereva (2) Rick Leach (1)                                        | Gigi Fernández Cyril Suk                                                   | 7–6(4), 6–7(3), 6–4                              |
| 1996                          | Larisa Neiland (2) Mark Woodforde (2)                                      | Nicole Arendt Luke Jensen                                                  | 4–6, 7–5, 6–0                                    |
| 1997                          | Manon Bollegraf (1) Rick Leach (2)                                         | Larisa Neiland John–Laffnie de Jager                                       | 6–3, 6–7(5), 7–5                                 |
| 1998                          | Venus Williams (1) Justin Gimelstob (1)                                    | Helena Suková Cyril Suk                                                    | 6–2, 6–1                                         |
| 1999                          | Mariaan de Swardt (1) David Adams (1)                                      | Serena Williams Max Mirnyj                                                 | 6–4, 4–6, 7–6(5)                                 |
| 2000                          | Rennae Stubbs (1) Jared Palmer (1)                                         | Arantxa Sánchez Vicario Todd Woodbridge                                    | 7–5, 7–6(3)                                      |
| 2001                          | Corina Morariu (1) Ellis Ferreira (1)                                      | Barbara Schett Joshua Eagle                                                | 6–1, 6–3                                         |
| 2002                          | Daniela Hantuchová (1) Kevin Ullyett (1)                                   | Paola Suárez Gastón Etlis                                                  | 6–3, 6–2                                         |
| 2003                          | Martina Navratilova (1) Leander Paes (1)                                   | Eleni Daniilidou Todd Woodbridge                                           | 6–4, 7–5                                         |
| 2004                          | Jelena Bovina (1) Nenad Zimonjić (1)                                       | Martina Navratilova Leander Paes                                           | 6–1, 7–6(3)                                      |
| 2005                          | Samantha Stosur (1) Scott Draper (1)                                       | Liezel Huber Kevin Ullyett                                                 | 6–2, 2–6, 7–6(6)                                 |
| 2006                          | Martina Hingis (1) Mahesh Bhupathi (1)                                     | Jelena Likhovtseva Daniel Nestor                                           | 6–3, 6–3                                         |
| 2007                          | Jelena Likhovtseva (1) Daniel Nestor (1)                                   | Viktorija Azarenka Max Mirnyj                                              | 6–4, 6–4                                         |
| 2008                          | Sun Tiantian (1) Nenad Zimonjić (2)                                        | Sania Mirza Mahesh Bhupathi                                                | 7–6(4), 6–4                                      |
| 2009                          | Sania Mirza (1) Mahesh Bhupathi (2)                                        | Nathalie Dechy Andy Ram                                                    | 6–3, 6–1                                         |
| 2010                          | Cara Black (1) Leander Paes (2)                                            | Jekaterina Makarova Jaroslav Levinský                                      | 7–5, 6–3                                         |
| 2011                          | Katarina Srebotnik (1) Daniel Nestor (2)                                   | Chan Yung-Jan Paul Hanley                                                  | 6–3, 3–6, [10–7]                                 |
| 2012                          | Bethanie Mattek-Sands (1) Horia Tecău (1)                                  | Elena Vesnina Leander Paes                                                 | 6–3, 5–7, [10–3]                                 |
| 2013                          | Jarmila Gajdošová (1) Matthew Ebden (1)                                    | Lucie Hradecká František Čermák                                            | 6–3, 7–5                                         |
| 2014                          | Kristina Mladenovic (1) Daniel Nestor (3)                                  | Sania Mirza Horia Tecău                                                    | 6–3, 6–2                                         |
| 2015                          | Martina Hingis (2) Leander Paes (3)                                        | Kristina Mladenovic Daniel Nestor                                          | 6–4, 6–3                                         |
| 2016                          | Jelena Vesnina (1) Bruno Soares (1)                                        | Coco Vandeweghe Horia Tecău                                                | 6–4, 4–6, [10–5]                                 |
| 2017                          | Abigail Spears (1) Juan Sebastián Cabal (1)                                | Sania Mirza Ivan Dodig                                                     | 6–2, 6–4                                         |
| 2018                          | Gabriela Dabrowski (1) Mate Pavić (1)                                      | Tímea Babos Rohan Bopanna                                                  | 2–6, 6–4, [11–9]                                 |
| 2019                          | Barbora Krejčíková (1) Rajeev Ram (1)                                      | Astra Sharma John-Patrick Smith                                            | 7–6(3), 6–1                                      |
| 2020                          | Barbora Krejčíková (2) Nikola Mektić (1)                                   | Bethanie Mattek-Sands Jamie Murray                                         | 5–7, 6–4, [10–1]                                 |
| 2021                          | Barbora Krejčíková (3) Rajeev Ram (2)                                      | Samantha Stosur Matthew Ebden                                              | 6–1, 6–4                                         |
| 2022                          | Kristina Mladenovic (2) Ivan Dodig (1)                                     | Jaimee Fourlis Jason Kubler                                                | 6–3, 6–4                                         |
| 2023                          | Luisa Stefani (1) Rafael Matos (1)                                         | Sania Mirza Rohan Bopanna                                                  | 7–6(2), 6–2                                      |
| 2024                          | Hsieh Su-Wei (1) Jan Zieliński (1)                                         | Desirae Krawczyk Neal Skupski                                              | 6–7(5), 6–4, [11–9]                              |
| 2025                          | Olivia Gadecki (1) John Peers (1)                                          | Kimberly Birrell John-Patrick Smith                                        | 3–6, 6–4, [10–6]                                 |

## Statistik

### Spillere med flest titler
| Spiller               | Amatør-æra | Åben æra | Total | Vinderår               |
| --------------------- | ---------- | -------- | ----- | ---------------------- |
| Daphne Akhurst Cozens | 4          | -        | 4     | 1924, 1925, 1928, 1929 |
| Nell Hall Hopman      | 4          | -        | 4     | 1930, 1936, 1937, 1939 |
| Harry Hopman          | 4          | -        | 4     | 1930, 1936, 1937, 1939 |
| Nancye Wynne Bolton   | 4          | -        | 4     | 1940, 1946, 1947, 1948 |
| Colin Long            | 4          | -        | 4     | 1940, 1946, 1947, 1948 |
| Thelma Coyne Long     | 4          | -        | 4     | 1951, 1952, 1954, 1955 |
| Margaret Smith Court  | 3          | 1        | 4     | 1963, 1964, 1965, 1969 |
| Esna Boyd Robertson   | 3          | -        | 3     | 1922, 1926, 1927       |
| Jack Hawkes           | 3          | -        | 3     | 1922, 1926, 1927       |
| Marjorie Cox Crawford | 3          | -        | 3     | 1931, 1932, 1933       |
| Jack Crawford         | 3          | -        | 3     | 1931, 1932, 1933       |
| George Worthington    | 3          | -        | 3     | 1951, 1952, 1955       |
| Jim Pugh              | -          | 3        | 3     | 1988, 1989, 1990       |
| Daniel Nestor         | -          | 3        | 3     | 2007, 2011, 2014       |
| Leander Paes          | -          | 3        | 3     | 2003, 2010, 2015       |
| Barbora Krejčíková    | -          | 3        | 3     | 2019, 2020, 2021       |

### Rekorder
Tekst mangler, hjælp os med at skrive teksten